# Gwennap
Gwennap (cornico: Lannwenep) è una parrocchia civile e un villaggio del Carrick, in Cornovaglia, Regno Unito.